# Mistrzostwa Świata Juniorów w Narciarstwie Klasycznym 2023
Mistrzostwa Świata Juniorów w Narciarstwie Klasycznym 2023 – zawody sportowe, które zostały rozegrane w dniach 28 stycznia - 5 lutego 2023 roku w kanadyjskim Whistler. Zawodniczki i zawodnicy rywalizowali w 23 konkurencjach w trzech dyscyplinach klasycznych. W klasyfikacji medalowej zwyciężyli reprezentanci Norwegii, zdobywając też najwięcej medali, 21, w tym osiem złotych, siedem srerbnych i sześć brązowych.

## Biegi narciarskie – juniorzy
Mężczyźni
| Konkurencja              | Data             | Złoto          | Srebro           | Brąz                     |
| ------------------------ | ---------------- | -------------- | ---------------- | ------------------------ |
| Sprint stylem klasycznym | 28 stycznia 2023 | Anton Grahn    | Elias Danielsson | Eero Rantala             |
| 20 km stylem klasycznym  | 30 stycznia 2023 | Mathias Holbæk | Niko Anttola     | Kristian Kollerud        |
| 10 km stylem dowolnym    | 2 lutego 2023    | Niko Anttola   | Lars Heggen      | Thomas Linnebo Mollestad |

Kobiety
| Konkurencja             | Data             | Złoto                           | Srebro                          | Brąz                    |
| ----------------------- | ---------------- | ------------------------------- | ------------------------------- | ----------------------- |
| Sprint stylem dowolnym  | 28 stycznia 2023 | Eevi-Inkeri Tossavainen         | Milla Grosberghaugen Andreassen | Lisa Eriksson           |
| 20 km stylem klasycznym | 30 stycznia 2023 | Milla Grosberghaugen Andreassen | Lisa Eriksson                   | Eevi-Inkeri Tossavainen |
| 10 km stylem dowolnym   | 2 lutego 2023    | Milla Grosberghaugen Andreassen | Tuva Anine Brusveen-Jensen      | Marina Kälin            |

Mieszane
| Konkurencja            | Data          | Złoto | Srebro                                                                                | Brąz                                                                                   |
| ---------------------- | ------------- | --- | ------------------------------------------------------------------------------------- | -------------------------------------------------------------------------------------- |
| Bieg sztafetowy 4×5 km | 4 lutego 2023 | Norwegia 1. Milla Grosberghaugen Andreassen · 2. Lars Heggen · 3. Tuva Anine Brusveen-Jensen · 4. Mathias Holbæk | Szwecja 1. Lisa Eriksson · 2. Elias Danielsson · 3. Tove Ericsson · 4. Erik Bergström | Włochy 1. Iris De Martin Pinter · 2. Davide Ghio · 3. Nadine Laurent · 4. Aksel Artusi |

## Biegi narciarskie – U 23
Mężczyźni
| Konkurencja              | Data             | Złoto                 | Srebro               | Brąz            |
| ------------------------ | ---------------- | --------------------- | -------------------- | --------------- |
| Sprint stylem klasycznym | 29 stycznia 2023 | Ansgar Evensen        | George Ersson        | Emil Danielsson |
| 20 km stylem klasycznym  | 31 stycznia 2023 | Jonas Vika            | Edvard Sandvik       | Julien Arnaud   |
| 10 km stylem dowolnym    | 3 lutego 2023    | Martin Kirkeberg Mørk | Lars Agnar Hjelmeset | Jonas Vika      |

Kobiety
| Konkurencja              | Data             | Złoto                    | Srebro                   | Brąz                |
| ------------------------ | ---------------- | ------------------------ | ------------------------ | ------------------- |
| Sprint stylem klasycznym | 29 stycznia 2023 | Jasmin Kähärä            | Kristin Austgulen Fosnæs | Sigrid Leseth Føyen |
| 20 km stylem klasycznym  | 31 stycznia 2023 | Kristin Austgulen Fosnæs | Lisa Lohmann             | Margrethe Bergane   |
| 10 km stylem dowolnym    | 3 lutego 2023    | Helen Hoffmann           | Izabela Marcisz          | Margrethe Bergane   |

Mieszane
| Konkurencja            | Data          | Złoto                                                                                       | Srebro                                                                                   | Brąz                                                                             |
| ---------------------- | ------------- | ------------------------------------------------------------------------------------------- | ---------------------------------------------------------------------------------------- | -------------------------------------------------------------------------------- |
| Bieg sztafetowy 4×5 km | 4 lutego 2023 | Francja 1. Eve-Ondine Duchaufour · 2. Julien Arnaud · 3. Julie Pierrel · 4. Gaspard Rousset | Szwecja 1. Louise Lindström · 2. Gustav Kvarnbrink · 3. Moa Hansson · 4. Truls Gisselman | Szwajcaria 1. Nadja Kälin · 2. Nicola Wigger · 3. Anja Weber · 4. Antonin Savary |

## Kombinacja norweska
Mężczyźni
| Konkurencja                      | Data          | Złoto                                                                                     | Srebro                                                                                            | Brąz                                                                         |
| -------------------------------- | ------------- | ----------------------------------------------------------------------------------------- | ------------------------------------------------------------------------------------------------- | ---------------------------------------------------------------------------- |
| Skocznia normalna, bieg 4×5 km   | 1 lutego 2023 | Niemcy 1. Richard Stenzel · 2. Pepè Schula · 3. Benedikt Gräbert · 4. Tristan Sommerfeldt | Norwegia 1. Jens Dahlseide Kvamme · 2. Eidar Johan Strøm · 3. Torje Seljeset · 4. Andreas Ottesen | Austria 1. Kilian Gütl · 2. Paul Walcher · 3. Samuel Lev · 4. Severin Reiter |
| Skocznia normalna, bieg na 10 km | 3 lutego 2023 | Iacopo Bortolas                                                                           | Tristan Sommerfeldt                                                                               | Paul Walcher                                                                 |

Kobiety
| Konkurencja                     | Data          | Złoto        | Srebro              | Brąz        |
| ------------------------------- | ------------- | ------------ | ------------------- | ----------- |
| Skocznia normalna, bieg na 5 km | 3 lutego 2023 | Annika Sieff | Nathalie Armbruster | Lisa Hirner |

Mieszane
| Konkurencja                                   | Data          | Złoto                                                                          | Srebro                                                                                         | Brąz                                                                               |
| --------------------------------------------- | ------------- | ------------------------------------------------------------------------------ | ---------------------------------------------------------------------------------------------- | ---------------------------------------------------------------------------------- |
| Skocznia normalna, bieg na 4×5 km – drużynowo | 4 lutego 2023 | Austria 1. Kilian Gütl · 2. Lisa Hirner · 3. Annalena Slamik · 4. Paul Walcher | Niemcy 1. Benedikt Gräbert · 2. Cindy Haasch · 3. Nathalie Armbruster · 4. Tristan Sommerfeldt | Włochy 1. Manuel Senoner · 2. Greta Pinzani · 3. Annika Sieff · 4. Iacopo Bortolas |

## Skoki narciarskie
Mężczyźni
| Konkurencja                       | Data          | Złoto                                                                                    | Srebro                                                                           | Brąz                                                                          |
| --------------------------------- | ------------- | ---------------------------------------------------------------------------------------- | -------------------------------------------------------------------------------- | ----------------------------------------------------------------------------- |
| Skocznia normalna – indywidualnie | 2 lutego 2023 | Vilho Palosaari                                                                          | Jonas Schuster                                                                   | Jan Habdas                                                                    |
| Skocznia normalna – drużynowo     | 4 lutego 2023 | Austria 1. Julijan Smid · 2. Louis Obersteiner · 3. Stephan Embacher · 4. Jonas Schuster | Polska 1. Marcin Wróbel · 2. Klemens Joniak · 3. Kacper Tomasiak · 4. Jan Habdas | Słowenia 1. Taj Ekart · 2. Rok Masle · 3. Gorazd Završnik · 4. Maksim Bartolj |

Kobiety
| Konkurencja                       | Data          | Złoto                                                                                | Srebro                                                                     | Brąz                                                                                |
| --------------------------------- | ------------- | ------------------------------------------------------------------------------------ | -------------------------------------------------------------------------- | ----------------------------------------------------------------------------------- |
| Skocznia normalna – indywidualnie | 2 lutego 2023 | Alexandria Loutitt                                                                   | Nika Prevc                                                                 | Julia Mühlbacher                                                                    |
| Skocznia normalna – drużynowo     | 4 lutego 2023 | Japonia 1. Nagomi Nakayama · 2. Yuzuki Satō · 3. Kurumi Ichinohe · 4. Ringo Miyajima | Słowenia 1. Ajda Košnjek · 2. Nika Vetrih · 3. Taja Bodlaj · 4. Nika Prevc | Niemcy 1. Anne Häckel · 2. Lia Böhme · 3. Anna-Fay Scharfenberg · 4. Michelle Göbel |

Mieszane
| Konkurencja       | Data          | Złoto                                                                       | Srebro                                                                                  | Brąz                                                                                      |
| ----------------- | ------------- | --------------------------------------------------------------------------- | --------------------------------------------------------------------------------------- | ----------------------------------------------------------------------------------------- |
| Skocznia normalna | 5 lutego 2023 | Słowenia 1. Ajda Košnjek · 2. Rok Masle · 3. Nika Prevc · 4. Maksim Bartolj | Japonia 1. Nagomi Nakayama · 2. Ritsuta Sugiyama · 3. Kurumi Ichinohe · 4. Asahi Sakano | Niemcy 1. Anna-Fay Scharfenberg · 2. Ben Bayer · 3. Michelle Göbel · 4. Sebastian Schwarz |

## Klasyfikacja medalowa
| Miejsce | Państwo    |   |   |   | Razem |
| ------- | ---------- | - | - | - | ----- |
| 1.      | Norwegia   | 8 | 7 | 6 | 21    |
| 2.      | Finlandia  | 4 | 1 | 2 | 7     |
| 3.      | Niemcy     | 2 | 4 | 2 | 8     |
| 4.      | Austria    | 2 | 1 | 4 | 7     |
| 5.      | Włochy     | 2 | 0 | 2 | 4     |
| 6.      | Szwecja    | 1 | 5 | 2 | 8     |
| 7.      | Słowenia   | 1 | 2 | 1 | 4     |
| 8.      | Japonia    | 1 | 1 | 0 | 2     |
| 9.      | Francja    | 1 | 0 | 1 | 2     |
| 10.     | Kanada     | 1 | 0 | 0 | 1     |
| 11.     | Polska     | 0 | 2 | 1 | 3     |
| 12.     | Szwajcaria | 0 | 0 | 2 | 2     |